# HMS Gossamer (J63)
«Госсамер» (англ. HMS Gossamer (J63) — військовий корабель, тральщик типу «Гальсіон» Королівського військово-морського флоту Великої Британії часів Другої світової війни.
Тральщик брав участь у бойових діях на морі в Другій світовій війні, переважно бився у Північній Атлантиці, супроводжував арктичні конвої.

## Історія створення
Тральщик «Госсамер» закладений 2 листопада 1936 року на верфі William Hamilton and Company у Порт-Глазго. 5 жовтня 1937 року він був спущений на воду, а 31 березня 1938 року увійшов до складу Королівських ВМС Великої Британії. 
24 червня 1942 року «Госсамер» потоплений німецькими бомбардувальниками Ju 88 під час авіанальоту на військові кораблі в Кольській затоці.

## Бойовий шлях

### Початок війни
З початком воєнних дій у Європі, «Госсамер» разом з однотипними тральщиками «Гальсіон», «Харрієр», «Леда», «Найджер», «Саламандер», «Гусар», «Скіпджек», «Спідвел» і «Сфінкс» включений до 5-ї флотилії тральщиків командування Нор з базуванням у Дуврі. Протягом перших місяців війни діяв у складі формування, маючи завдання щодо прочісування навколишніх вод та виявлення німецьких мін і підводних човнів.

### 1941
З 18 жовтня 1941 року «Госсамер» супроводжував арктичні конвої PQ 1 від берегів ісландського Хваль-фіорда і PQ 2 з Ліверпуля до Архангельська й зворотний QP 2 до Керкволла.

### 1942
21 березня 1942 року тральщик включений до складу конвою QP 9, який повертався з Росії. Разом з есмінцями радянським «Гремящий» та британським «Оффа» і тральщиками «Гусар», «Харрієр», «Брітомарт», «Найджер», «Спідвел» і «Шарпшутер» супроводжував 19 вантажних суден до Ісландії. Скористувавшись тим, що німці відволікли свою увагу на інший конвой — PQ 13, союзникам вдалось успішно виконати завдання та повернутись до портів приписки. Німецький підводний човен U-655 здійснив невдалу спробу атакувати транспорти, але був помічений та атакований тральщиком «Шарпшутер» і врешті-решт протаранений і потоплений.
У травні 1942 року «Госсамер» входив до сил ескорту великого конвою PQ 16, який супроводжував 35 транспортних суден (21 американське, 4 радянські, 8 британських, 1 голландське та одне під панамським прапором) до Мурманська від берегів Ісландії зі стратегічними вантажами і військовою технікою з США, Канади і Великої Британії. Його супроводжували 17 ескортних кораблів союзників, до острова Ведмежий конвой прикривала ескадра з 4 крейсерів і 3 есмінців.
Попри атакам німецького підводного човна U-703, повітряним нападам бомбардувальників He 111 та Ju 88 бомбардувальних ескадр I./KG 26 і KG 30 конвой, втратив сім суден і ще одне повернуло назад на початку походу, дістався свого місця призначення.